# 음력 2월 30일
음력 2월 30일은 음력 2월의 30번째 날이다.

## 문화
- 1995년 - 자유민주연합 창당.

## 탄생
- 1971년 - 대한민국의 전 축구 선수, 현 축구 코치 최진철.
- 1976년 - 일본의 성우 카와스미 아야코.
- 1990년
  - 대한민국의 전(前) 가수, 래퍼 오원빈 (F.T 아일랜드).
  - 대한민국의 배우 최우식.
  - 대한민국의 가수 시우민 (EXO, EXO-M).
  - 일본의 가수 Hey! Say! JUMP의 멤버 타카키 유야.
  - 일본의 배우 야기라 유야.
- 1991년 - 대한민국의 배우 김용지.
- 1992년
  - 대한민국의 축구 선수 김태호.
  - 대한민국의 농구 선수 홍아란.
- 1993년 - 대한민국의 배구 선수 김진희.

## 사망
- 1986년 - 일본의 가수 오카다 유키코.
- 2003년 - 홍콩의 배우이자 가수 장국영

## 같이 보기
- 음력 360일: 1월 2월 3월 4월 5월 6월 7월 8월 9월 10월 11월 12월
- 전날:2월 29일 다음날:3월 1일 - 전달:1월 30일 다음달:3월 30일
- 양력:2월 30일
- 음력, 윤달